# Grazalema
Grazalema es un municipio español de la provincia de Cádiz, en Andalucía. Se encuentra enclavado al noreste de la provincia, en pleno sistema montañoso de la Sierra de Grazalema, al este limita con la Serranía de Ronda, y en la zona de reserva del parque natural Sierra de Grazalema, donde el índice de pluviosidad es el más alto de Andalucía y de la mitad sur de la península, registrándose en el municipio más de 1962 mm de precipitación media anual, un valor más que destacable para una zona de clima mediterráneo. Sus espaldas son custodiadas por el Peñón Grande, lugar donde nace el río Guadalete. Forma parte de la Ruta de los Pueblos Blancos: al sur sierra del Endrinal, al este parque natural Sierra de las Nieves, al oeste Cerro de San Cristóbal (1555 m de altitud), y al noroeste sierra del Pinar (punto orográfico más alto de la provincia, con 1654 m de altitud).
Según el INE, en el año 2019 contaba con 2027 habitantes. Su extensión superficial es de 121 km² y tiene una densidad de 16,75 hab/km².
Grazalema es miembro oficial de la asociación Los Pueblos Más Bonitos de España desde el año 2017.

## Historia

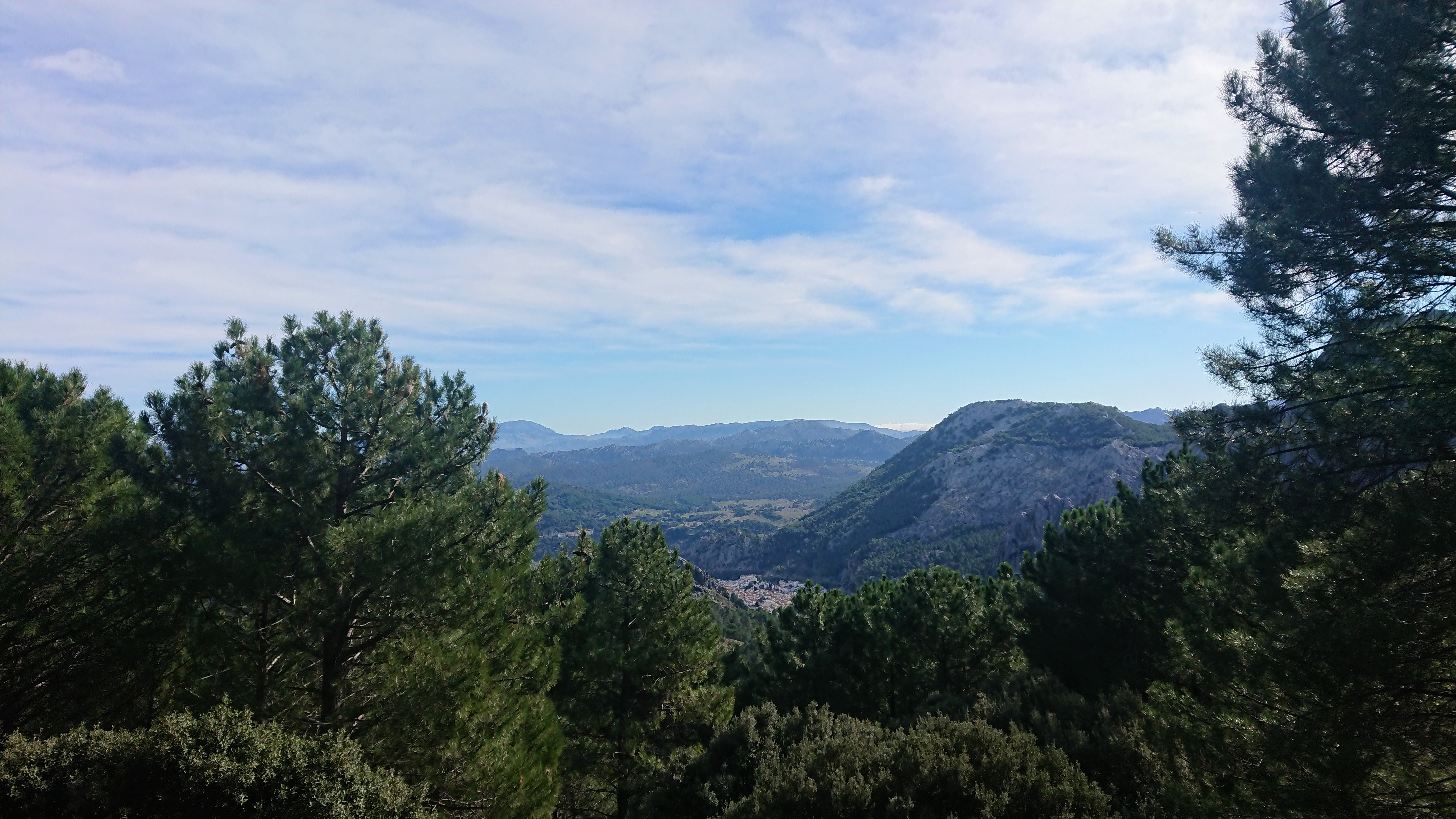
Grazalema.

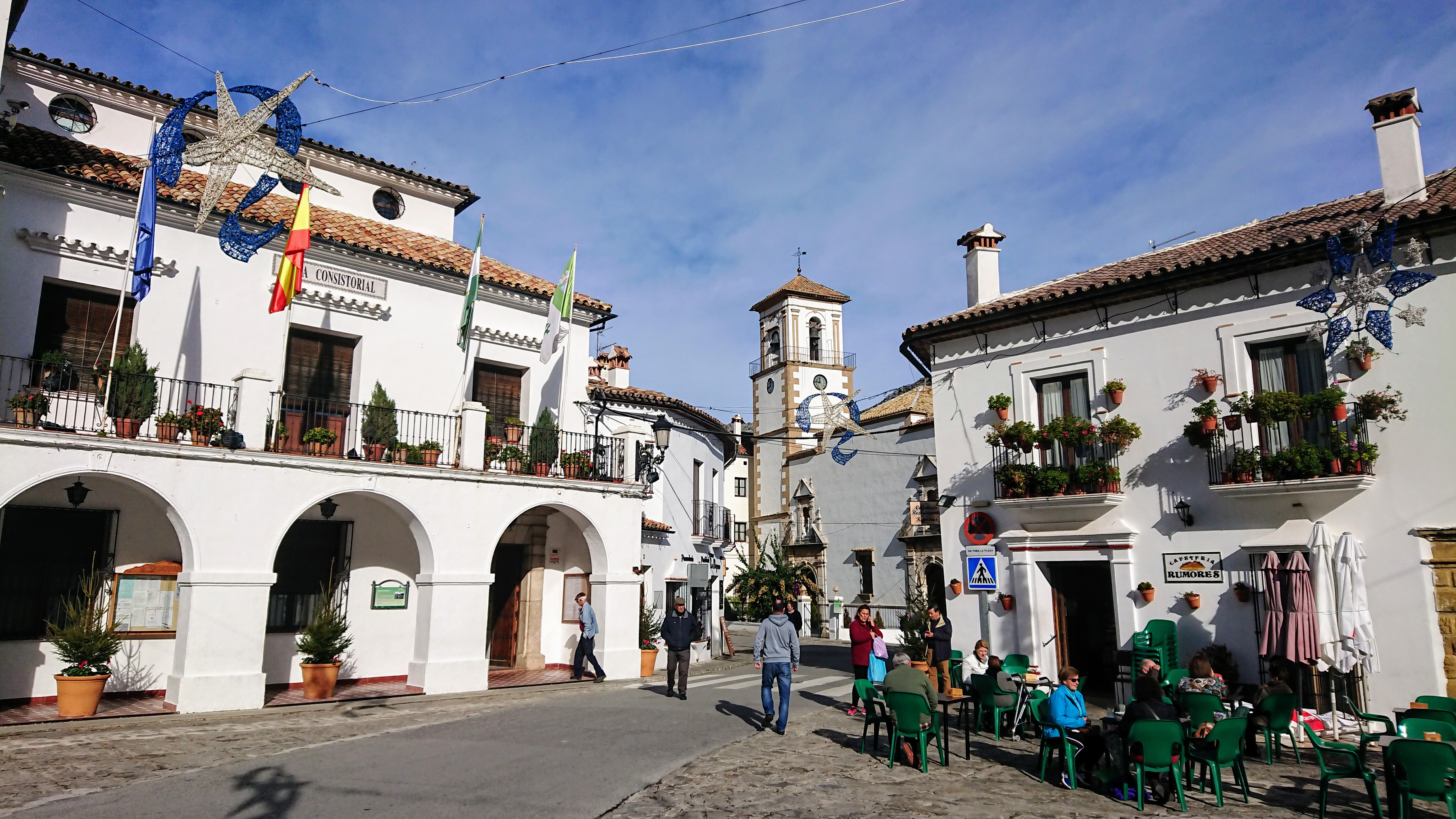
Plaza del ayuntamiento.

En Grazalema y sus inmediaciones se han encontrado restos arqueológicos indicadores de una cierta actividad humana durante la Prehistoria. Sin embargo y a pesar de los vestigios de varias culturas anteriores, el prólogo histórico del lugar hay que fecharlo en tiempos de la colonización romana del Mediterráneo. Con las legiones de Escipión nació la villa de Lacilbula en la loma del Clavijo; el nombre de esa población se vincula a la antigua denominación del Guadalete, río Cilbus, y era un recinto fortificado a cuyo alrededor se ubicaron casas residenciales.
Estuvo ocupada por los árabes desde el año 715, el área cambió su nombre por el de Raisa Iami Suli, 'Ciudad de los Banu al-Salim', los pobladores que habitaron la zona procedentes de Berbería. Luego pasó a ser Ben-salama, 'Hijo de Zulema'. Por entonces la zona vivía de la agricultura, ganadería y la industria textil.
En 1485, llamándose Zagrazalema, fue conquistada por Rodrigo Ponce de León a favor de los cristianos, que  también conquistó en el mismo año: Archite, Castillo de Aznalmara, Castillo de Cardela, Ubrique, Benaocaz y Villaluenga del Rosario, conocidas todas estas villas, incluida Grazalema, como «las Siete Villas».
Finalizada la Guerra de Granada y culminado el proceso histórico de la Reconquista, los Reyes Católicos concedieron a Rodrigo Ponce de León en diciembre de 1490 el señorío de las Siete Villas y el I marquesado de Zahara, en pago por reconquistar «las Siete Villas» (1485) y la villa de Zahara de la Sierra en 1483. Obtuvo además el Palacio de Marchenilla, como lugar de residencia de caza y sus alrededores por su participación junto a otros caballeros en la guerra que supuso el final del reino nazarí de Granada del rey Boabdil, integrándose por tanto todas estas Villas reconquistadas a la Corona de Castilla.
El 28 de agosto de 1492 tras fallecer Rodrigo Ponce de León, los Reyes Católicos negociaron con su hija Francisca Ponce de León y Jiménez de la Fuente, IV y última condesa de Arcos y su esposo (primo) Luis Ponce de León, de la Casa de Villagarcia, la supresión y permuta del marquesado y del ducado de Cádiz para adherirlos a la Corona de Castilla, concediendo así la reina de Castilla Isabel I la Católica el 20 de enero de 1493 por elevación del condado de Arcos, a su hijo primogénito Rodrigo Ponce de León en compensación a I duque de Arcos, II marqués de Zahara, I Señorío de las Siete Villas, I conde de Casares, IX señor de Marchena y VI señor de Villagarcía.
El origen de la población se remonta a la política de repoblación de las villas reconquistadas por Rodrigo Ponce de León y Núñez adheridas a la Corona de Castilla a mediados del siglo XV, por parte del heredero de la casa de Arcos, Rodrigo Ponce de León en 1520. El reparto de la tierra que proclamaba el I duque de Arcos, marcó el origen de la repoblación de la Villa de Grazalema. La situación señorial se prolongó hasta el siglo XVIII, tomando gran auge económico en el siglo XVII gracias a la industria de pañería que producía la famosa manta de Grazalema.
En el siglo XIX sufrió las consecuencias de la Guerra de la Independencia, que supuso el saqueo y destrucción de los pueblos de la Sierra y la epidemia de peste que afectó a la zona, siendo esta época cuando surgieron en la serranía los primeros bandoleros, entre ellos el destacado José María el Tempranillo. Ya en el siglo XX, durante la Guerra Civil, numerosas poblaciones entre ellas Grazalema fueron arrasadas, destruyendo muchos de sus monumentos y documentos.
Sus actividades tradicionales son las agropecuarias, que van siendo progresivamente abandonadas por su escasa rentabilidad, habiendo sido compensadas en gran medida por el auge del turismo, vinculado a la declaración del parque natural Sierra de Grazalema.
Es el municipio más lluvioso de Andalucía y de la mitad sur peninsular (el pluviómetro de Grazalema recoge 1962 mm de precipitación media anual). Siendo el valor máximo en un año a nivel nacional el recogido en Grazalema en 1963, 4343 mm.[cita requerida]

## Demografía
Grazalema cuenta con una población de 1998 habitantes (INE 2024).
| Gráfica de evolución demográfica de Grazalema entre 1842 y 2021                                                     |
| |
| Población de derecho según los censos de población del INE Población de hecho según los censos de población del INE |

## Economía

### Evolución de la deuda viva municipal
| Gráfica de evolución de Deuda viva del Ayuntamiento de Grazalema entre 2008 y 2019                                |
| |
| Deuda viva del Ayuntamiento de Grazalema en miles de Euros según datos del Ministerio de Hacienda y Ad. Públicas. |

## Gastronomía
- Caldereta de cordero
- Queso payoyo
- Cagarrias
- Atún encebollado

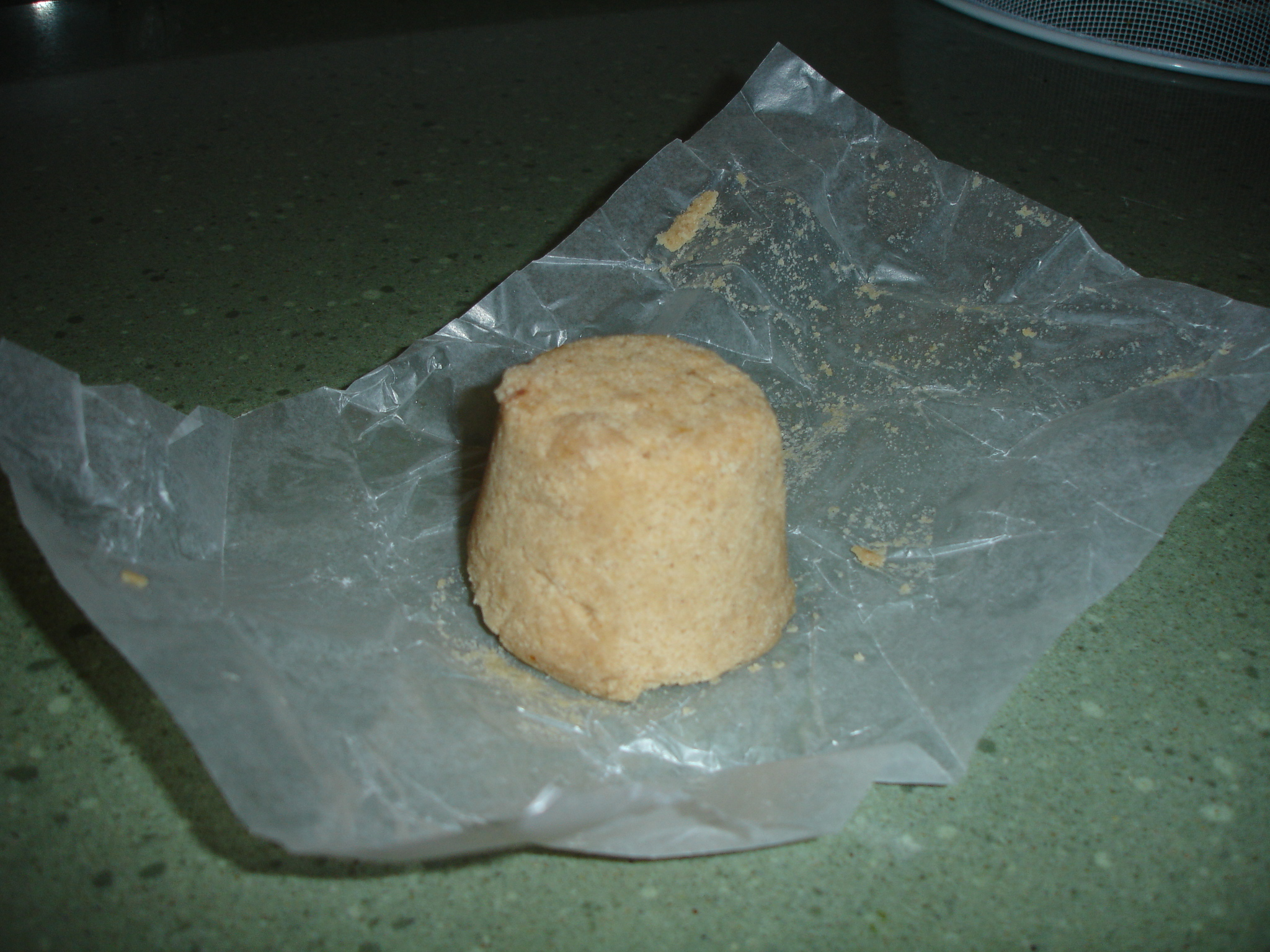
Cubilete de Grazalema.

- Cubilete: Dulce en forma de cubilete, hecho con manteca, azúcar, harina, canela en su cobertura externa (similar a un polvorón) y relleno de cabello de ángel por dentro.[4]

## Lugares de interés
- Ermita de Nuestra Señora de los Ángeles
- Ayuntamiento de Grazalema
- Iglesia de San Juan[5]
- Museo textil de la manta de Grazalema
- Camino de Benamahoma a Zahara de la Sierra, declarado bien de dominio público por el Ayuntamiento de Grazalema en 2020, Diego incorporado al Inventario de Bienes de la Corporación Municipal.[6]
- Camino de Grazalema a Benaocaz por el Salto del Cabrero y Puerto del Boyar.[7]

## Fiestas de interés
- Toro de Cuerda[8]
- Fiestas Mayores
- Recreación histórica «Sangre y amor en la Sierra», inspirada en la figura de El Tempranillo y organizada por la Asociación Cultural Bandoleros de Grazalema.[9]